# Туфлі

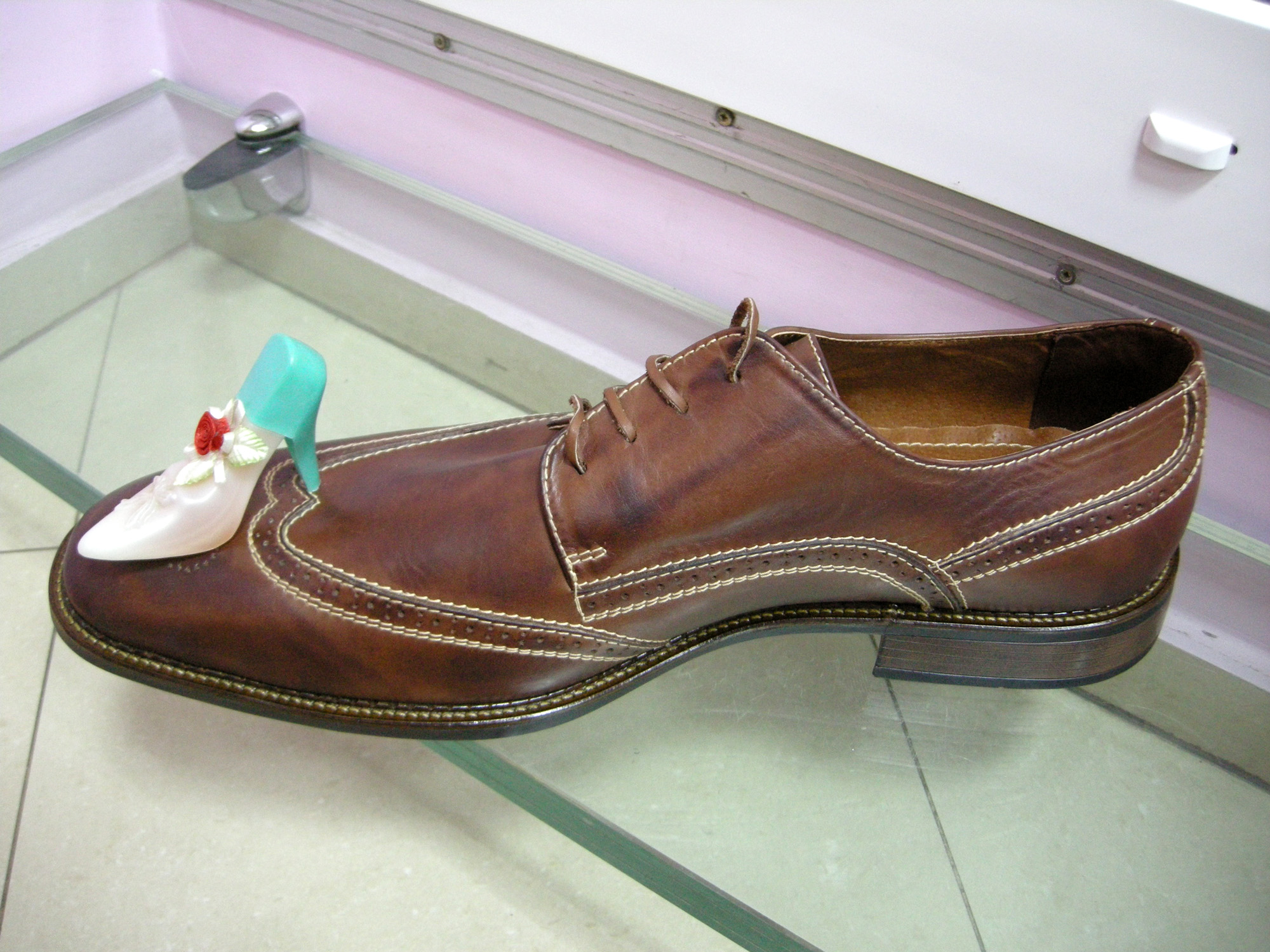
Туфелька і туфля

Ту́флі — тип закритого взуття, що прикриває ступню та не сягає вище щиколотки. Існують моделі різного крою для чоловіків і жінок, що відрізняються за призначенням, матеріалами та стилем.

## Етимологія
Слово «туфлі» походить від сер.-н.-нім. tuffele < pantuffel, нім. Tüffel або від нід. toffel. У сучасній українській мові також вживається слово «мешти», яке є спорідненим із відповідними словами в болгарській, польській та сербохорватській мовах. Схожі слова є у більшості європейських мов (фр. pantoufle, італ. pantofola, нім. Pantoffel, швед. toffel, норв. tøffel, дан. tøffel, латис. tupele), - польське, болгарське, сербське — мають форми, споріднені з мешти. Згідно з деякими дослідженнями, слово «мешти», вважається тюркізмом: від тур. mest («сап'янові черевики»), похідного від перс. mešin («вичинена шкіра», «сап'ян»).

## Види туфель
- закриті туфлі;
- відкриті туфлі;
- лаковані туфлі;
- домашні туфлі;
- тенісні туфлі;
- шкіряні туфлі;
- тканинні туфлі;
- костюмні;